# Rosmerta
Rosmerta var en fruktbarhetens och överflödets gudinna inom keltisk religion så som den såg ut i Gallien (Gallo-romersk religion).  Hon avbildas ofta med ett ymninghetshorn och som Merkurius maka. Rosmerta var en populär i gud i Gallien och många arkeologiska kvarlevor, både inskriptioner och skulpturer, har återfunnits i särskilt norra och nordöstra Gallien (nuvarande Frankrike). 